# Национальный музей современного искусства (Сеул)
Национальный музей современного искусства в Сеуле — национальный музей в Южной Корее, открыт 13 ноября 2013 года. Является одним из трёх филиалов Национального музея современного искусства Кореи, который был основан в 1969 году, и помимо Сеула имеет филиалы в Квачхоне и Токсугуне, четвёртый филиал в Чхонджу открылся в 2019 году.

## Предпосылки открытия
В 1986 году в пригороде Сеула городе Квачхоне был открыт музей современного искусства Кореи, однако его относительная отдаленность от города затрудняла к нему доступ широких масс, основным контингентом посетителей музея стали школьники, которых привозили туда на экскурсии на автобусах, а также единичные ценители искусства. В то же время по причине нахождения в непосредственной близости от музея Сеульского ипподрома и Большого сеульского парка в весеннее и летнее время из-за больших пробок на дорогах добраться к музею было крайне сложно. Также негативную роль на качество экспозиций музея в Квачхоне оказывал тот факт, что музей располагался на территории старинного дворца, что значительно ограничивало пространство.
В 2008 году после того, как стало свободно здание в центре Сеула, занимаемое Командованием обороны и безопасности Кореи, деятели культуры и искусства обратились к правительству с просьбой о строительстве в нём музея.
В 2009 году президент Южной Кореи Ли Мён Бак объявил, что на месте бывшей штаб-квартиры командования будет построен новый музей изобразительного искусства.

## Строительство

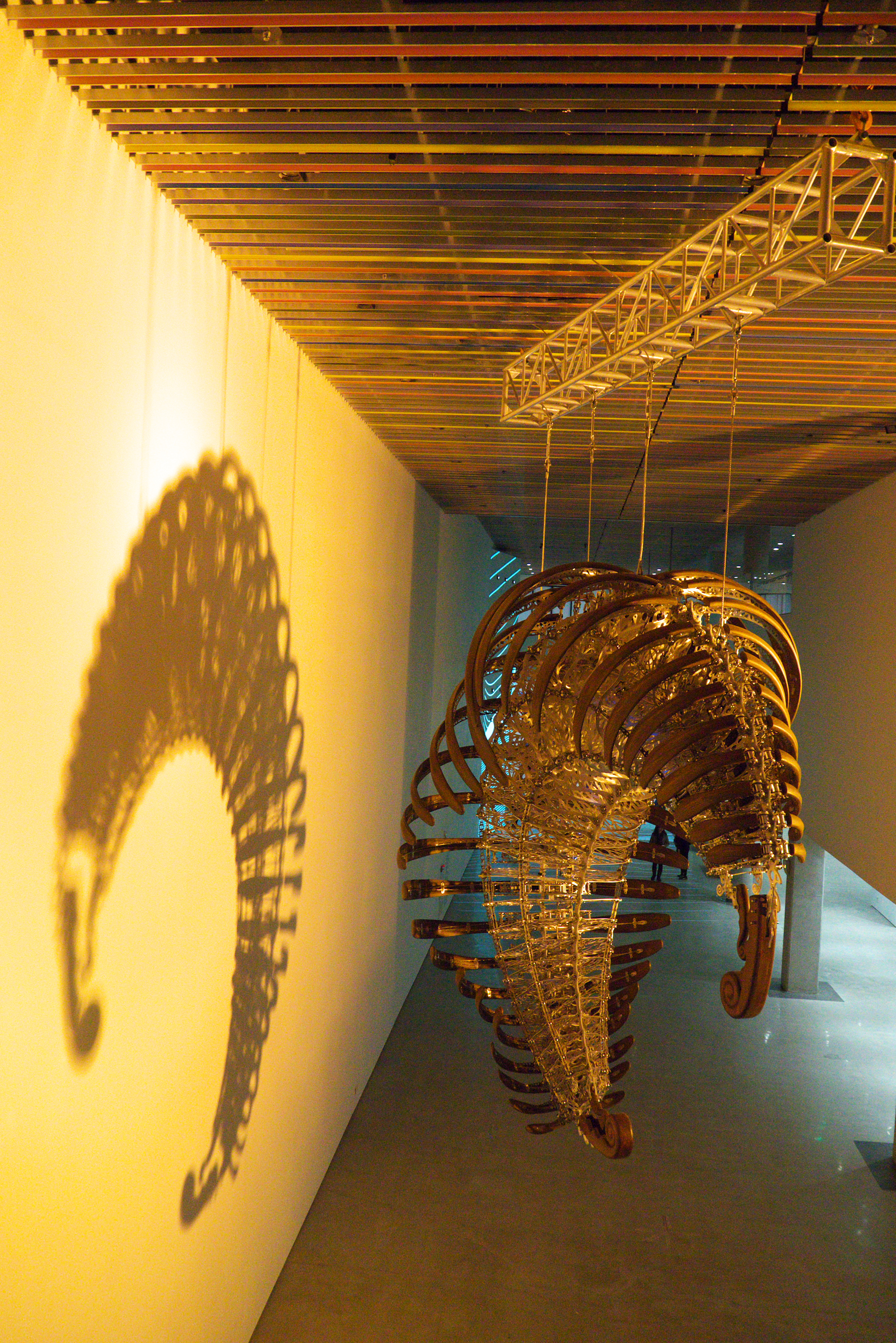
Инсталляция Opertus Lunula Umbra (Недоступная тень Луны) художника U-ram Choe из экспозиции открытия музея, 2013

В августе 2010 года был выбран архитектор строительства, им стал Мин Хёнчжун. Местом расположения музея был выбран участок в центре Сеула, где в различные исторические периоды размещались: Чончхинбу — ведомство, занимавшееся делами королевской семьи, позже на этом месте была штаб-квартира Командования обороны и безопасности Кореи, таким образом данная местность на протяжении долгого времени являлась «закрытой» и с открытием музея стала доступна обычным людям.
В течение 2010 и 2011 годов строительство несколько раз откладывалось, сначала в связи с обнаружением на строительной площадке фундаментов зданий Чончхинбу, после чего было решено перенести деревянные строения Чончхинбу на прежнее место и восстановить, придав им первоначальный вид. После этого на стройке случился пожар.
В конечном счете из 110 предложенных архитектурных планов выбор был остановлен на проекте, представляющем собой комплекс зданий, напоминающих своей структурой архипелаг, когда несколько строений объединено в группу, подобно островам в океане, с пересечением их всех в единое целое на первом подземном этаже. При планировании брался в расчет тот факт, что по соседству с музеем располагается дворцовый комплекс Кёнбоккун, представляющий собой памятника корейского зодчества, и с целью сохранения его исторической ценности властями Сеула запрещено возводить в его окрестности здания выше 12 метров. В итоге музей размещается на шести этажах, три из которых находятся над землей и три под землей. Общая площадь строения 52 125 м².

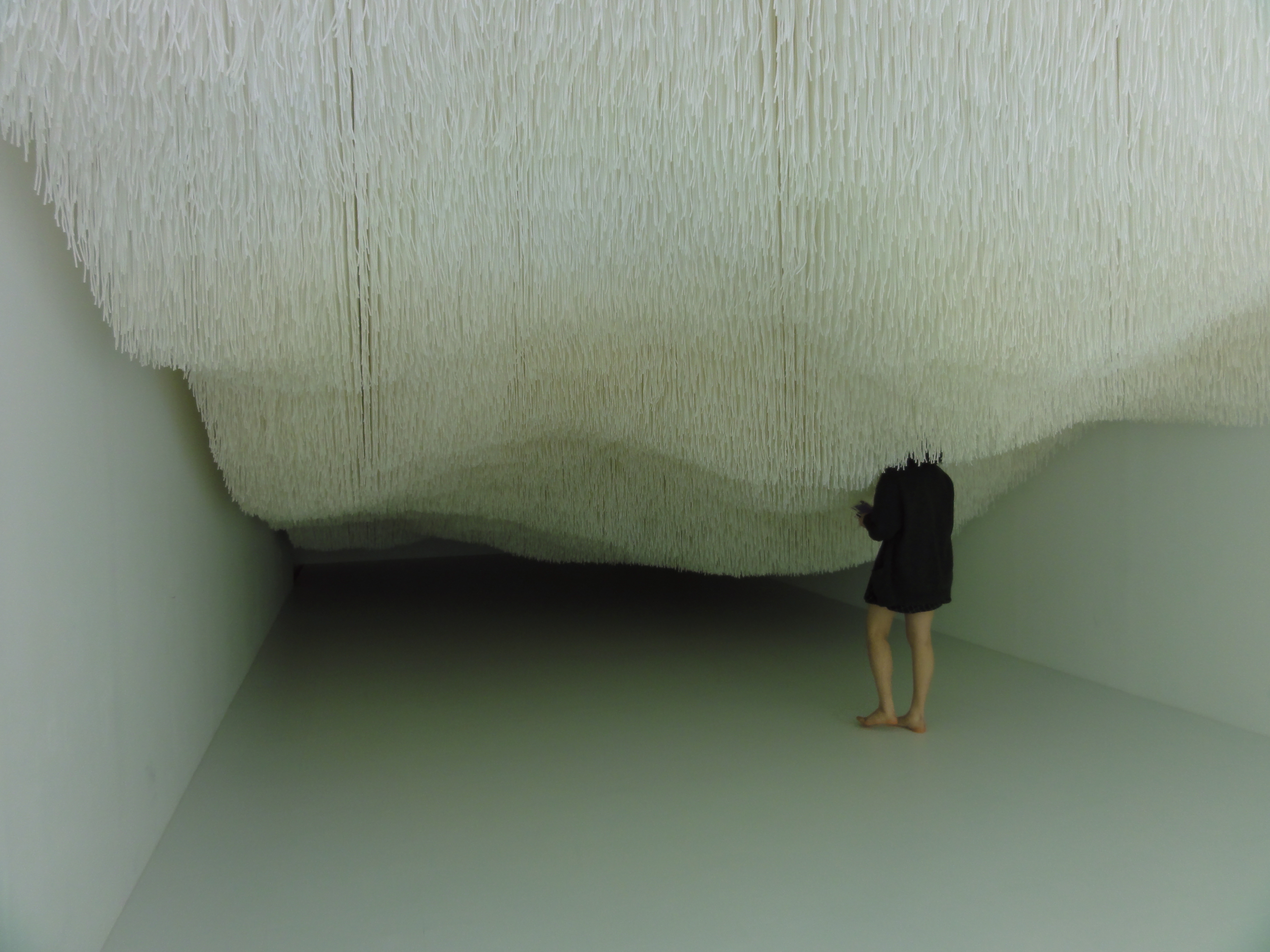
Одна из инсталляций музея в рамках выставки GRAV (Groupe de Recherche d’Art Visuel), 2015

Центральная часть музей представляет собой 8 больших выставочных залов, которые окружены кинозалом, конгресс холлом, цифровым архивом, залом для семинаров а также ресторанами и кафе, согласно плану строительства 1/3 полезной площади территории музея отдана под нужды местной префектуры, согласно выбранной концепции «открытого музея».

При открытии директор музея Чон Хёнмин так описал распределение обязанностей между тремя отделениями Национального музея современного искусства Кореи: 
Сеульский Национальный музей современного искусства, широко представляя корейское искусство, будет укреплять положение Кореи как центра современного искусства Азии, в то время как Национальный музей современного искусства в Квачхоне направит силы на изучение истории современного искусства, а отделение на территории дворца Токсугун сконцентрирует усилия на исследовании искусства нового времени.

## Экспозиция и выставки
В экспозиции представлено более 7 000 произведений современного искусства, большинство из них за авторством корейских художников, среди которых можно выделить: Пак Сугына, Ко Хидона и Ким Хванги. Вместе с тем в музее собрана значительная коллекция работ общепризнанных мастеров со всего мира, среди прочих можно выделить работы: Йозефа Бойса, Энди Уорхола, Георга Базелица, Йорга Иммендорфа, Маркуса Люперца, Ники де Сен-Фалль, Микеланджело Пистолетто, Джонатана Боровски и других.
Среди выделяющихся выставок можно отметить: приуроченную к открытию выставку «Соединение-Развёртывание», в организации которой приняли участие как корейские, так и ведущие мировые кураторы выставок современного искусства, в рамках выставки были представлены работы 7 художников, отобранных в результате обсуждений кураторами из 7 стран. В 2014 году в музее прошла выставка, организованная Нью-Йоркским музеем современного искусства.